# Schlacht bei Warschau (1656)
Die Schlacht bei Warschau war eine Schlacht, die vom 28. bis 30. Juli 1656 zwischen den Armeen von Polen-Litauen im Bund mit dem Krim-Khanat auf der einen Seite und dem Königreich Schweden im Bund mit dem Kurfürstentum Brandenburg auf der anderen geschlagen wurde.
Sie war eine der größten Schlachten während des Zweiten Nordischen Krieges von 1655 bis 1660. In dieser Schlacht siegte die zahlenmäßig unterlegene schwedisch-brandenburgische Streitmacht über das viel größere polnisch-krimtatarische Heer.
Infolge seines Sieges erreichte das Kurfürstentum Brandenburg für sein Herzogtum Preußen die Unabhängigkeit von der Oberhoheit der polnischen Krone, wofür es sich andererseits zu einem Bündniswechsel verpflichtete und fortan die polnische Seite unterstützte. Aufgrund dieses Seitenwechsels hatte der Ausgang der Schlacht jedoch auf den weiteren Kriegsverlauf kaum Auswirkungen.

## Vorgeschichte
Die polnisch-litauischen Kräfte, kommandiert von König Johann II. Kasimir, verfügten zusammen über rund 40.000 Mann, von denen nur 4.500 Infanteristen waren. Der Rest bestand aus Kavallerie. Kurz vor der Schlacht trafen noch etwa 2.000 Reiter des mit Polen verbündeten Khans der Krimtataren ein. Die gegnerischen Armeen der Schweden und Brandenburger, kommandiert durch König Karl X. Gustav und Kurfürst Friedrich Wilhelm, verfügten nur über 18.000 Mann, jedoch war ihre Infanterie mit insgesamt 6.400 Mann der polnischen überlegen. Nach der Landung bei Danzig marschierte die Armee in den Süden, Richtung Warschau. Johann II. Kasimir führte seine Armee über die Weichsel und traf die herannahende schwedisch-brandenburgische Streitmacht auf dem rechten Flussufer etwa 5 Kilometer nördlich der Vorstadt Praga. Er war sich seines Sieges so sicher, dass er gegenüber dem französischen Gesandten äußerte, er habe den Tataren die Schweden zum Frühstück geschenkt und den Kurfürsten wolle er in ein Loch stecken, wohin weder Sonne noch Mond scheine.

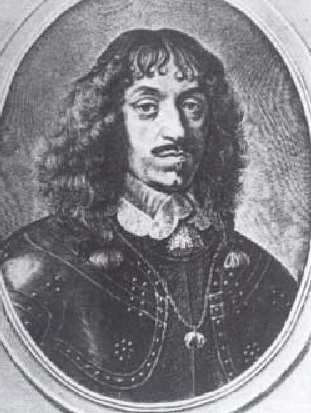
Johann II. Kasimir, Kupferstich von Willem Hondius, 1649
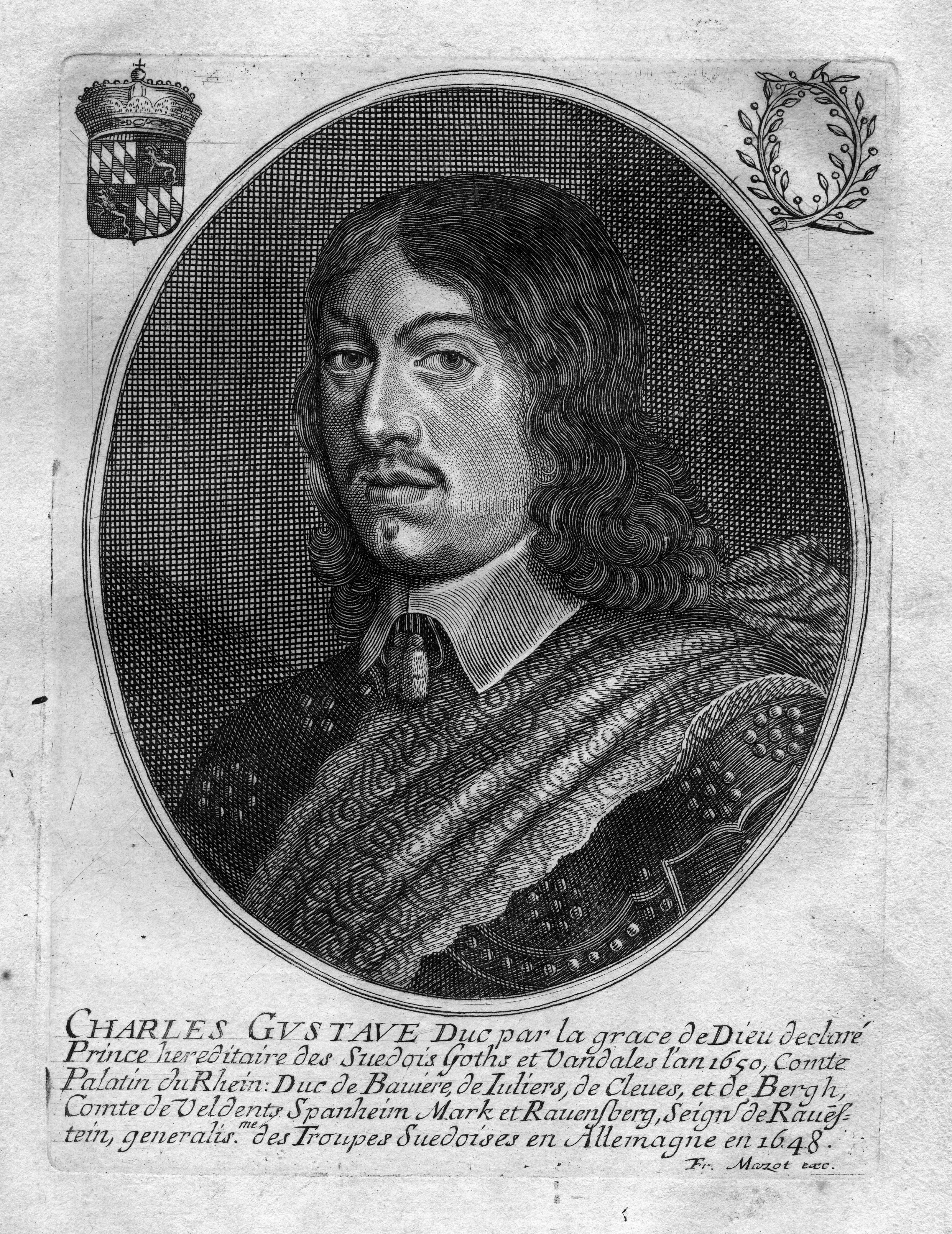
Karl X. Gustav, Kupferstich von Franz Mazot, um 1650
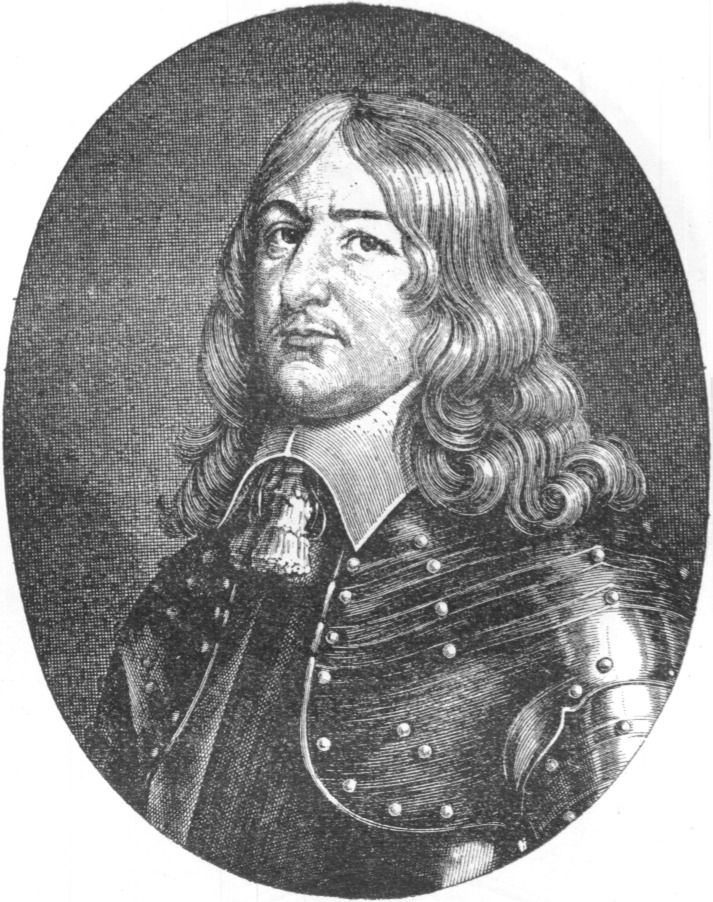
Friedrich Wilhelm, Kupferstich von Pieter de Jode d. J., 1657

## Schlachtverlauf

### Erster Tag

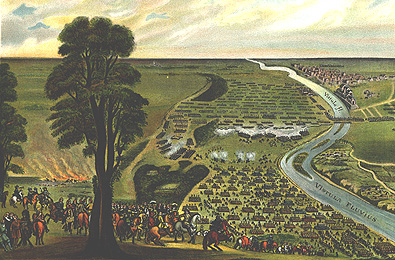
Erster Tag der Schlacht, von Johann Phillipe Lemke

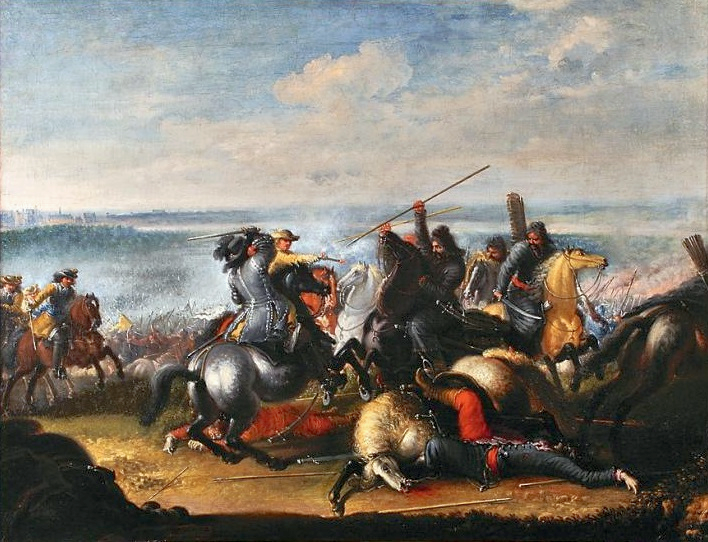
Der Schwedische König Karl X. im Gefecht mit polnischen Tataren während der Schlacht bei Warschau 1656

Am ersten Tag begannen die Schweden und Brandenburger einen konventionellen Frontalangriff, welcher
von den Polen zurückgeschlagen wurde. Der Raum zwischen dem Białołęka-Wald im Osten und der Weichsel im Westen war für die Schlachtlinie zu eng und verhinderte, dass die schwedische und brandenburgische Infanterie mit ihren Musketen und Piken eine effektive Schusslinie bilden konnte.
Außerdem hatten die polnisch-litauischen Truppen Schanzarbeiten vor ihren Stellungen durchgeführt, wodurch sie über eine sehr schwer zu attackierende Verteidigungsstellung verfügten.

### Zweiter Tag
Am zweiten Tag überzeugten sich der König und Friedrich Wilhelm auf einer Erkundungsmission persönlich davon, dass ein Frontalangriff auf die polnischen Schanzen sinnlos war. Zugleich bemerkten sie jedoch einen kleinen Hügel neben dem Wald, der eine hervorragende Position zum Aufstellen von Kanonen bot, denn von dort konnte man den gesamten Wald und auch die polnischen Stellungen überblicken. Friedrich Wilhelm ließ daraufhin den Hügel besetzen und die polnischen Schanzen von dort aus unter Artilleriefeuer nehmen. Die polnische Kavallerie attackierte den Hügel zwar ununterbrochen, jedoch hielten die Brandenburger stand. Während dieser Zeit wurden die im Schutze des Waldes wartenden Schweden von den Tataren angegriffen, die jedoch mit ihren Pfeilen gegen das Gewehrfeuer der gut gedrillten Schweden wenig ausrichteten. In einem waghalsigen Manöver – die brandenburgischen Truppen standen in dieser Zeit allein dem Gegner gegenüber – führte Karl Gustav die schwedischen Truppen um die Brandenburger herum, was von den polnisch-litauischen Truppen unbemerkt blieb. So tauchten sie gegen 16.00 Uhr plötzlich an der rechten Flanke der polnischen Truppen auf. Diese neue Situation machte die Kampfstellungen der Polen unhaltbar.
Eine Konterattacke der polnisch-litauischen Kavallerie war nicht stark genug, um durch die schwedischen Linien durchzubrechen. Schließlich wurden die unkoordinierten Attacken der Polen im Verlaufe der Nacht schwächer und klangen aus, ein Teil des Heeres befand sich bereits auf der Flucht.

### Dritter Tag
Am dritten Tag wurden die polnisch-litauischen Truppen schließlich geschlagen. Der brandenburgische Feldmarschall von Sparr begann ein stundenlanges Bombardement seiner Artillerie und ließ einen Angriff der Pikeniere gegen die zu der Zeit bereits demoralisierten und unorganisierten polnisch-litauischen Truppen führen. Friedrich Wilhelm führte eine Kavallerieattacke gegen die rechte Flanke der Polen und brach tief in deren Linien ein. Dieser Durchbruch verursachte die Auflösung der polnischen Armee. Johann II. Kasimir erkannte, dass die Schlacht für ihn verloren war, zog seine Infanterie über die damals einzige Weichselbrücke zurück und steckte diese danach in Brand. Am Warschauer Ufer zerstreuten sich die Reste der polnischen Infanterie in alle Winde, während sich die Kavallerie auf dem Pragaer Ufer nord- und südwärts entlang der Weichsel zurückzog. Johann Kasimir floh nach Lublin.
Über eine Schiffsbrücke stießen Schweden und Brandenburger nach und konnten ungehindert in Warschau einziehen, das im Anschluss geplündert wurde.

## Nachwirkungen
Die Schlacht von Warschau war die erste bedeutende nach dem Dreißigjährigen Krieg und erregte entsprechendes Aufsehen in ganz Europa, besonders wegen des schwedischen taktischen Manövers. Da König und Kurfürst sehr unterschiedliche Kriegsziele hatten, trennten sie sich kurz nach der Schlacht und einer Siegesparade in den Straßen Warschaus: Karl Gustav zog in Richtung Danzig gegen eine an der unteren Weichsel sich neu bildende polnische Streitmacht, Friedrich Wilhelm musste die östliche Grenze Preußens gegen eingefallene litauische und tatarische Reiter sichern.
Die Niederlage des polnischen Königs veranlasste diesen, die Souveränität über das Herzogtum Preußen an Brandenburg zu übertragen, als Gegenleistung für eine neue Allianz Polens mit Brandenburg gegen Schweden im Vertrag von Wehlau 1657.

## Entwicklungsgang zur Souveränität Preußens
- 17. Januar 1656 Vertrag von Königsberg
- 23. Juni 1656 Vertrag von Marienburg
- 28. – 30. Juli 1656 Schlacht bei Warschau
- 20. November 1656 Vertrag von Labiau
- 19. September 1657 Vertrag von Wehlau
- 6. November 1657 Vertrag von Bromberg
- 3. Mai 1660 Vertrag von Oliva